# Ulpián
Az Ulpián a latin Vulpianus névből származó férfinév. Az eredete bizonytalan, talán a vulpes (róka) szóval függ össze.

## Gyakorisága
Az 1990-es években szórványos név, a 2000-es években nem szerepel a 100 leggyakoribb férfinév között.

## Névnapok
- április 3.[2]